# Mauno
Mauno ist ein finnischer männlicher Vorname und eine finnische Form des ursprünglich lateinischen Namens Magnus. Der Namenstag in Finnland ist der 19. August.

## Namensträger
- Mauno Koivisto (1923–2017), finnischer Politiker und Staatspräsident
- Mauno Luukkonen (* 1934), finnischer Biathlet
- Mauno Pekkala (1890–1952), finnischer Politiker
- Mauno Peltonen, finnischer Biathlet der 1960er/1970er Jahre
- Mauno Rintanen (1925–2000), finnischer Fußballspieler